# マリーナホップ

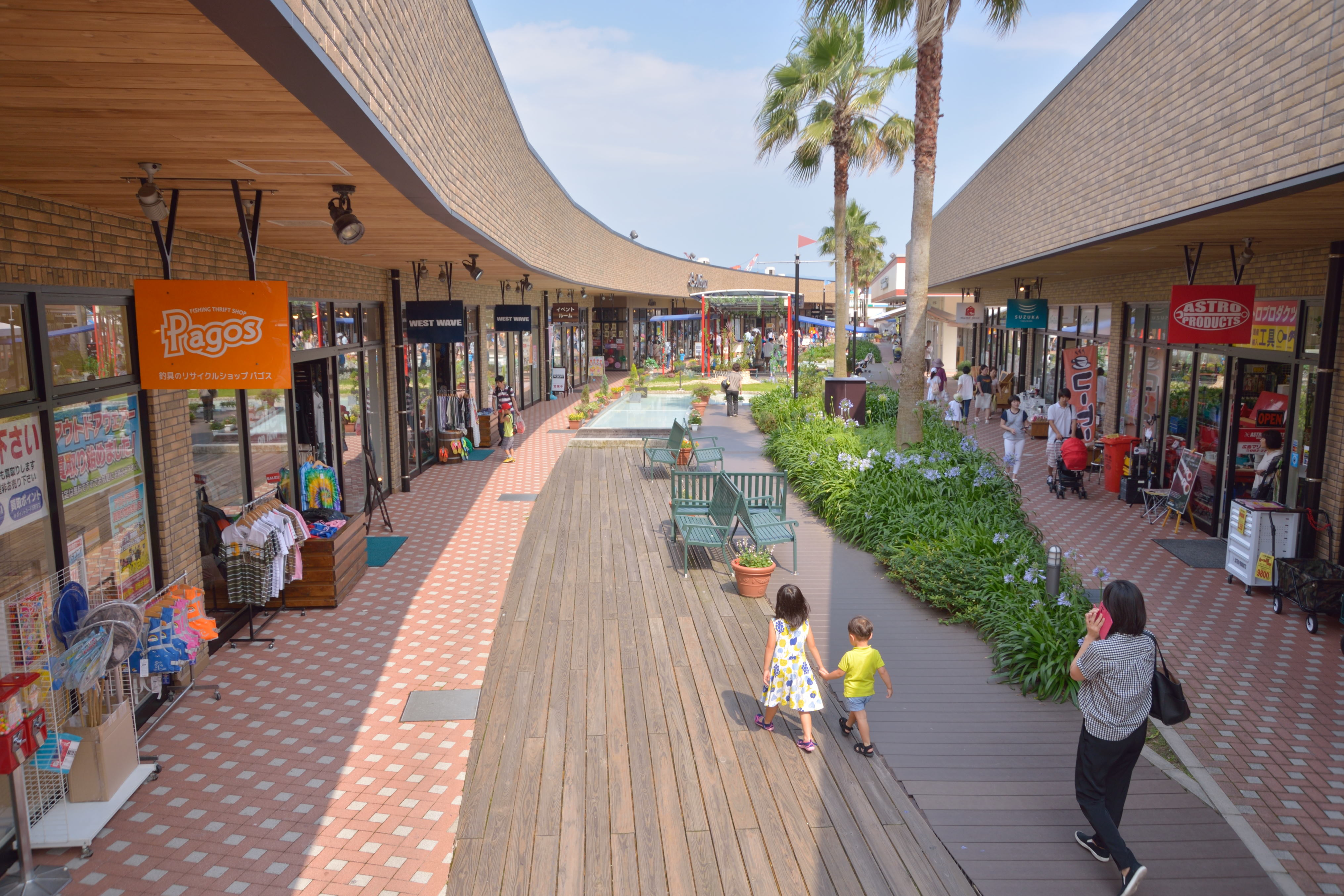
マリーナホップ施設内

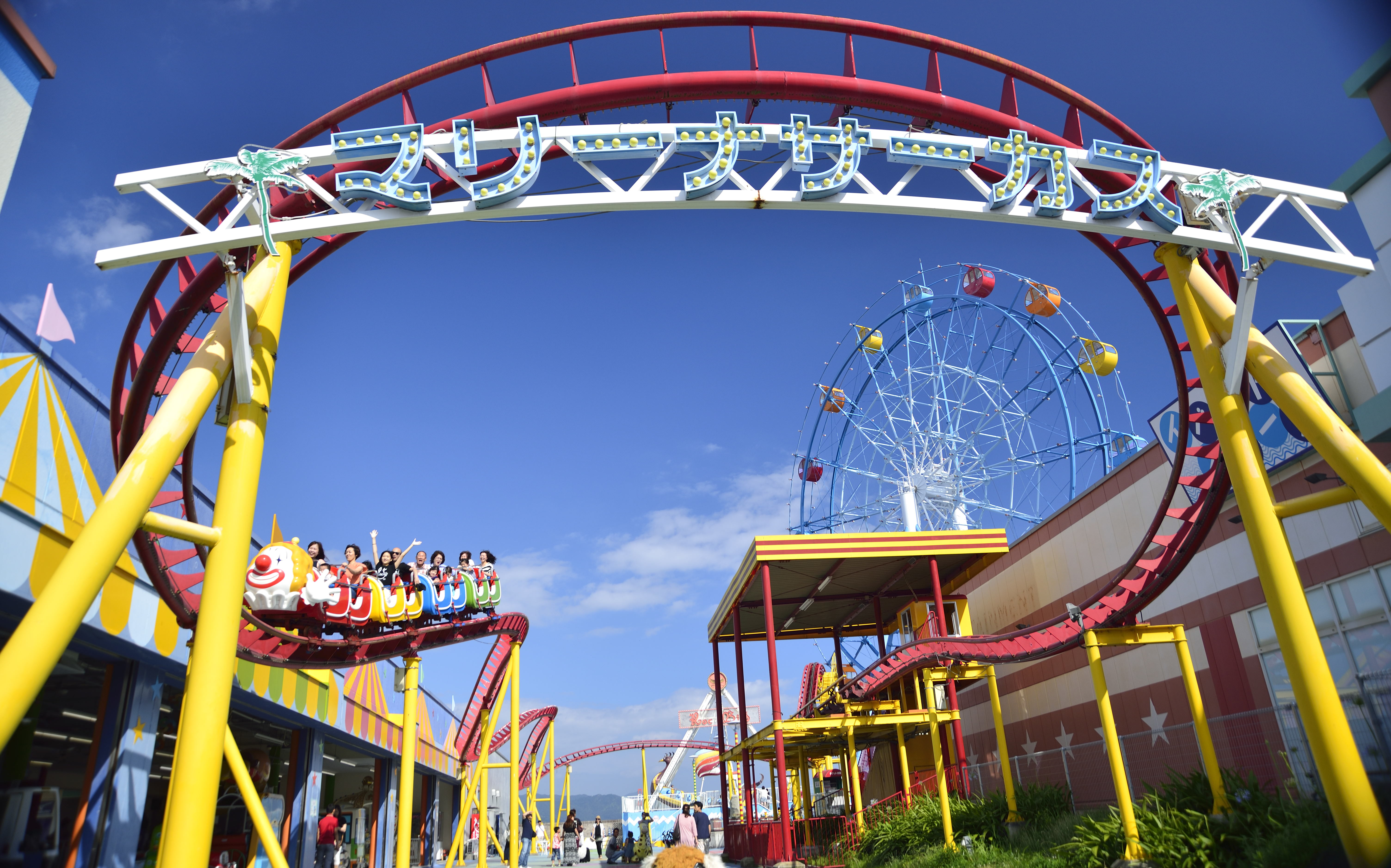
マリーナサーカス

マリーナホップは、広島市西区観音新町に存在したショッピングモール。レストランや観覧車もあり、広島観音マリーナの付帯施設として総合レジャー施設を形成していた。

## 営業時間
- ショッピングモール、その他施設

10:00 - 19:00（店舗による）
- レストラン

11:00 - 22:00（店舗による）

## 歴史
- 2005年
  - 3月14日、完成。
  - 3月15日、プレオープン。
  - 3月17日、正式オープン。
- 2006年9月22日、第二期拡張で新たな商業棟が完成。デオデオ（現：エディオン）デザインセンターなどが出店するライフサポートゾーンがオープン。
- 2007年
  - 4月27日、マリーナサーカスがリニューアルオープン。グリーンゾーンの一部まで拡張されアトラクションが増えた。
  - 7月21日、マリーナサーカスが再度拡張されリニューアルオープン。屋内型アトラクションが追加された。当日は各アトラクションの無料券が配布された。
- 2008年
  - 5月16日、運営会社のミキシングが大阪地裁に民事再生法適用を申請した。当面の営業は継続される。
  - 10月29日、ミキシングに変わり、ディスプレー業大手の丹青社の子会社、丹青モールマネジメントと契約を締結。当面の営業は継続。2010年5月までに大規模リニューアルを実施。
- 2012年11月1日、丹青モールマネジメントに変わり、第一ビルサービスが運営母体になる。正式名称を現在の物に改める。
- 2017年6月24日、フードコート跡地にマリホ水族館オープン。
- 2024年12月1日、2025年3月で広島県との定期借地権設定契約が満了することに伴い、同日付で閉館した[3]。

## テナント
テナントは色の名前がついたものを含め7つのゾーンがある。

### A ZONE
- ABCマートアウトレット
- バルコムマリーナベイ
- ナップス
- マライカ アウトレット
- アポリト
- pb climbing
- ダイネーゼディーストア
- ダイナマイト
- ダイナマイトアウトレット
- ウェストウェーブ
- アストロプロダクツ
- マオズ

### K ZONE
- いきものふれあい学校
- 空海館
- マリーナサーカス
- ハッピーランドマリーナ
- 宮島チケット売り場
- BIG FLAG
- HB
- 思い出横丁
- ピースワンコジャパン
- ヒロタクスポーツ
- イノセンス

### O ZONE
- モンテルポ
- FLAVOR
- ペットハウスマリー
- ねこカフェマリーナ
- ドッグカフェマリーポポ
- デフストア
- ハーバー動物病院
- リゾラ

### C ZONE
- バルコムマリーナベイ二輪専門店
- 創作オムライスポムの樹
- パチパチ
- 海の見えるレストラングッドバーグ
- カルビ屋大福
- 老四川

## マリーナサーカス

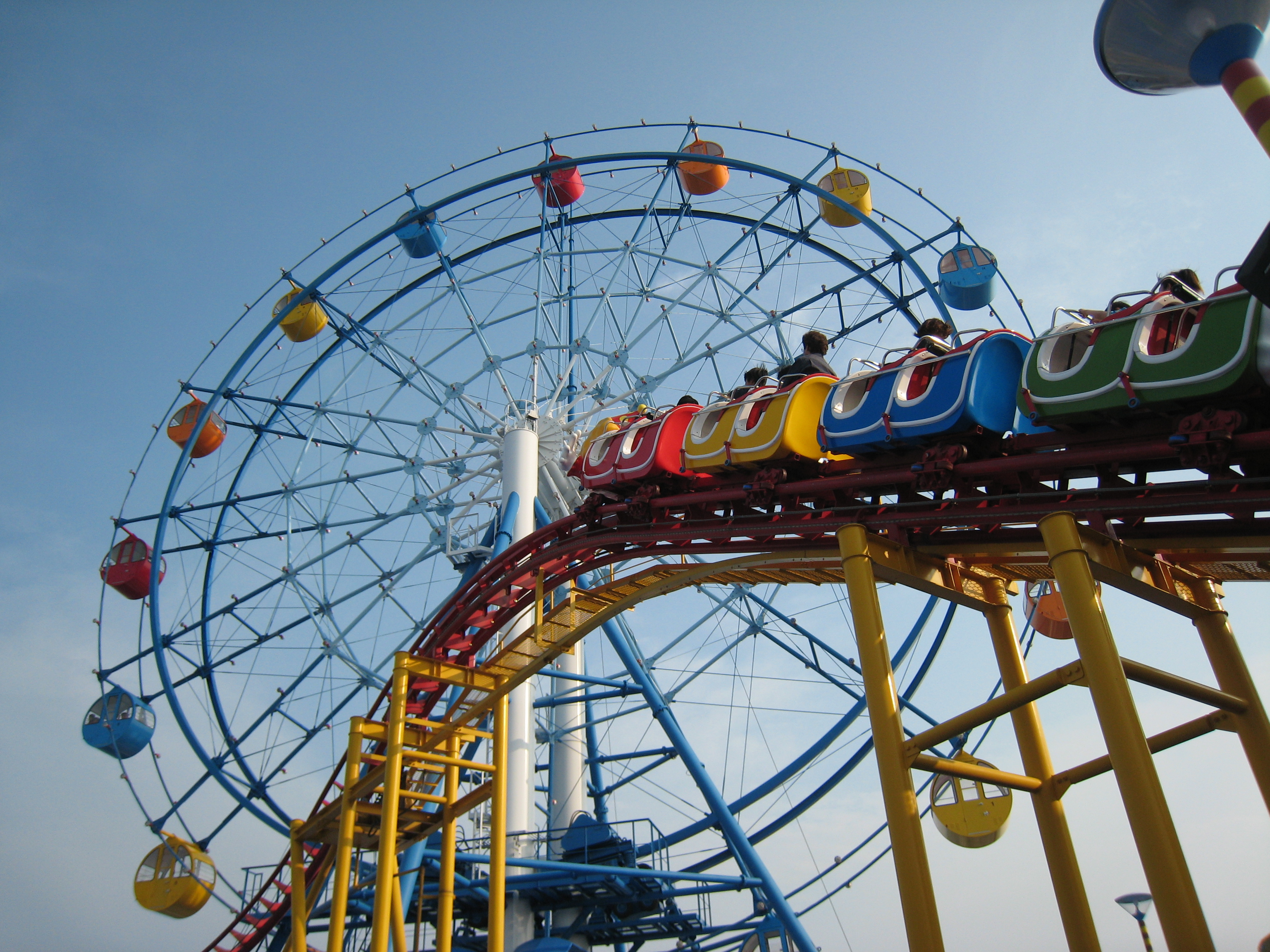
大観覧車とピエロコースター

多数のアトラクションを有しているミニ遊園地。低年齢での使用を考えられているため、どの遊具も一般的な遊園地に比べると小さめであった。乗り物券（1枚400円、5枚セット1500円。大観覧車のみ専用乗り物券が必要）を使用する物と現金で乗る物が混在していた。
また、拡張が繰り返されていた。
- 大観覧車 - 直径36m、高さ40m、4人乗りゴンドラが16基付いている観覧車。海沿いにあるため、瀬戸内海が一望出来る。夜間はブルーを基調とした色にライトアップされる。
- ピエロコースター - 全長約200mで16人乗りの、ピエロ型ローラーコースター。2歳から乗れる（ただし2～5歳は保護者1人と同乗しなければならない）。
- ロックバード - 大きいバイキング型アトラクション。（身長110cmから乗れる）。
- ファイヤーファイター - 水鉄砲が二基付いたゴンドラに乗ってコースを回り、黄色い的やぶら下がった的などを狙う乗り物型アトラクション。（乗れるのは0歳からだが0歳～2歳は、大人1人と同乗しなければならない）。
- 急流すべり - 二人まで乗れるゴンドラで、水上コースを回る。5歳まで無料（乗れるのは3歳からだが3歳～5歳は、大人1人と同乗しなければならない）。
- ゴーゴートーマス - 4人乗りの大きいトーマス。コースを二周する。
- レッツゴートーマス レッツゴーパーシー - 2人乗りの小さいトーマス。トーマスとパーシーの二基ある。コースを二周する。
- その他 - 電動カートなど、多数の遊具が存在した。

## その他の施設
- ATM（空海館内E-net）
- 授乳室
- 喫煙所
- 多目的トイレ
- インフォメーションコーナー
- 宮島高速船チケット売り場
- ドッグラン
- 広島バリアフリーツアーセンター

## 交通アクセス

### 公共交通機関
- 広電バス 3号線 広島駅発（八丁堀・紙屋町経由）観音マリーナホップ行き
- 広電バス 8号線 横川駅発観音マリーナホップ行き
  - 観音マリーナホップバス停

広島駅・八丁堀・紙屋町・本通りからアクセス 
広電バス3号線広島駅発（八丁堀・紙屋町経由）観音マリーナホップ行き観音マリーナホップバス停下車
横川駅からアクセス：日祝は全便運休
広電バス8号線横川駅発観音マリーナホップ行き観音マリーナホップバス停下車
西広島駅からアクセス 
広島電鉄路面電車に乗車後、西観音町で下車、広電バス8号線観音マリーナホップ行きに乗り換え、観音マリーナホップバス停下車
- 広島電鉄本線

- 西観音町電停

広電バス8号線観音マリーナホップ行きに乗車、観音マリーナホップバス停下車
- アクアネットサービス

マリーナホップ桟橋より宮島（宮島桟橋）へ高速船就航

## イメージソング
- 「は・ひ・ふ・へ HOP！」

歌：アイ・マリ 作詞、作曲：浦田健志
- 「Seaside Story」

歌、作詞、作曲：森本ケンタ

## その他
- 観覧車は毎夜ライトアップされ、市内各所から見ることが出来る
- 2007年11月現在のテレビCMでのキャッチコピーは「広島おもしろプレイス」。
- ヨットハーバーでは日没後から毎日プロジェクションマッピングが上映される。（休館日を除く）
- 「ペットモール」を個性としており、館内をペット連れで（ルール有り）歩くことができる。

## 周辺情報
- 広島観音マリーナ
- 広島ヘリポート
- MFP（ミズノフットサルプラザ）広島（フットサルコート）
- 三菱重工業広島製作所
- 中国運輸局広島運輸支局
- 山陽高等学校
- 天満川
- CASA FELIZ
- 広島湾

### 補足
1. ↑  開業当初の名称は広島フェスティバル・アウトレット マリーナホップ。[1]。